# Mezzolombardo
Mezzolombardo is een gemeente in de Italiaanse provincie Trente (regio Trentino-Zuid-Tirol) en telt 6290 inwoners (31-12-2004). De oppervlakte bedraagt 13,8 km², de bevolkingsdichtheid is 456 inwoners per km².

## Demografie
Mezzolombardo telt ongeveer 2574 huishoudens. Het aantal inwoners steeg in de periode 1991-2001 met 10,5% volgens cijfers uit de tienjaarlijkse volkstellingen van ISTAT.
| Jaar | Inwoneraantal |
| ---- | ------------- |
| 1991 | 5375          |
| 2001 | 5941          |

## Geografie
De gemeente ligt op ongeveer 226 m boven zeeniveau.
Mezzolombardo grenst aan de volgende gemeenten: Ton, Mezzocorona, Spormaggiore, San Michele all'Adige, Fai della Paganella, Nave San Rocco, Zambana.